# Verkiezingen voor het Europees Parlement 2009/Kandidatenlijst/Newropeans
Hieronder staat de kandidatenlijst van de Nederlandse afdeling van Newropeans voor de Europese Parlementsverkiezingen 2009.

## Kandidatenlijst
1. Arno Uijlenhoet
2. Bart Kruitwagen
3. Veronique Swinkels
4. Taco Dankers
5. Wencke van der Meijden
6. Thijs van der Rol
7. Peter de Bourgraaf
8. Reinder Rustema

CDA · 
PvdA ·
VVD ·
GroenLinks ·
SP ·
CU-SGP ·
D66 ·
Newropeans ·
Europa Voordelig! & Duurzaam ·
Solidara ·
PvdD ·
Europese Klokkenluiders Partij ·
De Groenen ·
PVV ·
Liberaal Democratische Partij ·
Partij voor Europese Politiek ·
Libertas